# Далем (Північний Рейн-Вестфалія)
Далем (нім. Dahlem) — громада в Німеччині, знаходиться в землі Північний Рейн-Вестфалія. Підпорядковується адміністративному округу Кельн. Входить до складу району Ойскірхен.
Площа — 95,18 км2. Населення становить 4301 ос. (станом на 31 грудня 2020).